# August Zátka
August Zátka, plným jménem August Pantaleon Zátka (27. července 1847 České Budějovice – 31. ledna 1935 České Budějovice), byl rakouský a český advokát a politik z vlivného českobudějovického rodu Zátkových, na přelomu 19. a 20. století poslanec Českého zemského sněmu, předák českojazyčné komunity v Budějovicích, po vzniku Československa krátce předseda správní komise Českých Budějovic.

## Biografie

### Mládí
Chodil na piaristickou obecnou školu, pak od roku 1857 na gymnázium v Jindřichově Hradci, kde bydlel u strýce Jana. Zůstal zde až do roku 1861, i po strýcově odchodu, teprve toho roku přešel na německé piaristické gymnázium v Českých Budějovicích, v oktávě opět studoval v Jindřichově Hradci, kde roku 1864 i maturoval. Následně vystudoval práva a 15. července 1869 promoval a získal titul doktora práv. Absolvoval vojenskou službu a soudní praxi v Štýrském Hradci. Ve věku 23 let se vrátil do Budějovic jako začínající advokát. Zároveň se po boku svého otce, podnikatele a politika Hynka Zátky, zapojil do veřejného života. Od března 1876 měl vlastní advokátní kancelář v Budějovicích.
Roku 1878 se oženil s Janou Zátkovou, rozenou Klavíkovou, vnučkou bývalého budějovického starosty Františka Josefa Klavíka. Jana Zátková byla rovněž aktivní ve veřejném životě, působila jako spoluzakladatelka a dlouholetá předsedkyně místního ženského spolku Ludmila, prvního městského ženského spolku a iniciátorka vzniku dívčích škol.

### Politika
V 70. letech 19. století se zapojil i do zemské politiky, v níž vystřídal svého otce Hynka Zátku. V zemských volbách v Čechách v roce 1878 byl zvolen v kurii venkovských obcí (volební obvod Budějovice – Lišov – Trhové Sviny – Hluboká – Týn n. Vltavou) do Českého zemského sněmu. Zvolen byl jako člen Národní strany (staročeské). Mandát obhájil ve volbách v roce 1883, volbách v roce 1889 i volbách v roce 1895, přičemž v roce 1889 i 1895 nadále kandidoval za staročechy. Ve volbách v roce 1901 byl na sněm zvolen za kurii obchodních a živnostenských komor (obvod Budějovice). Mandát obhájil ve volbách roku 1908, nyní za kurii městskou, obvod České Budějovice, přičemž byl společným kandidátem českých politických stran. Zemským poslancem byl nepřetržitě 35 let.
Kromě toho zasedal od roku 1872 do roku 1910 v okresním zastupitelstvu. Do obecního zastupitelstva v Budějovicích poprvé nastoupil roku 1876. Od roku 1885 působil jako starosta místní Občanské záložny. Podílel se na rozvoji českého hospodářského a společenského života a budování českého školství. V roce 1872 založil pobočku Ústřední matice školské v Budějovicích. Roku 1883 patřil k první garnituře Čechů, která získala většinu v dosud převážně německé obchodní komoře v Českých Budějovicích. V roce 1906 vedl českou volební kampaň v komunálních volbách, jejímž výsledkem byla česká většina v třetím voličském sboru v obecním zastupitelstvu, čímž se český živel výrazně posunul k ovládnutí dosud převážně německé městské samosprávy.

### Vznik Československa

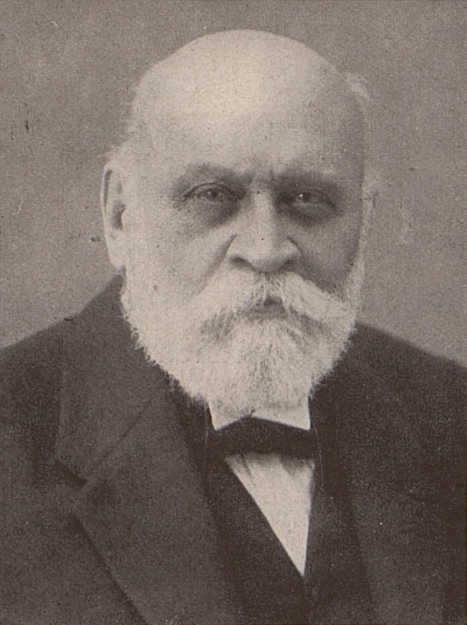
August Zátka, patrně po roce 1920

27. října 1918 promluvil na manifestaci občanů Budějovic a ohlašoval brzkou národní samostatnost. Krátce se stal i nejvyšším představitelem města, protože v listopadu 1918 byl jmenován předsedou správní komise Českých Budějovic. Na českobudějovické radnici vítal 20. prosince 1918 prezidenta T. G. Masaryka při jeho triumfálním návratu do vlasti . Na postu setrval jen do následujícího roku, kdy byla ustavena řádná obecní samospráva a kdy Zátka neuspěl ve volbách. V roce 1922 nicméně získal jako první osoba po roce 1918 titul čestného občana Budějovic. Pro udělení titulu hlasovali i němečtí členové zastupitelstva, kteří ho ocenili jako čestného protivníka. Čestné občanství mu udělily i mnohé další obce v regionu.

### Úmrtí
August Zátka zemřel ve svém domě v roce 1935 na sešlost věkem. Pohřben byl na hřbitově u sv. Otýlie (u jižní ohradní zdi, hrobky vpravo č. 69).